# Michel Gauquelin
Michel Gauquelin (13 november, 1928 – 20 mei, 1991) was een Frans psycholoog en statisticus die met behulp van statistisch onderzoek aanvankelijk de beweringen van de astrologie aan de kaak wilde stellen. Nadat dit onderzoek significante resultaten had opgeleverd in verband met de horoscopen van geneesheren en sporters, wijdde hij zich verder met zijn eerste vrouw Françoise Schneider-Gauquelin (geboren 19 juni 1929) aan onderzoek naar astrologie.

## Levensloop
Hoewel Gauquelin heel kritisch was over bepaalde onderdelen van de astrologie, had hij er al vroeg interesse voor: er is gezegd dat hij een geboortehoroscoop kon berekenen toen hij 10 was, en zijn astrologische voorspellingen leverden hem op school de bijnaam "Nostradamus" op, naar de zestiende-eeuwse ziener Nostradamus.
Na psychologie en statistiek te hebben gestudeerd aan de Sorbonne, besteedde hij zijn leven aan het leveren van een bewijs van de geldigheid van bepaalde beginselen van de astrologie. Toch noemde hij zichzelf geen astroloog en hij verzette zich tegen het toepassen ervan.
Buiten astrologie was Michel Gauquelin een geslaagd fietser en hij zat tussen de 50 beste tennissers van Frankrijk. Hij haalde de halve finales in Frankrijks kampioenschap voor vijftigplussers. Na zijn scheiding van Françoise trouwde hij in 1986 met Marie Cadilhac.
Tot aan zijn zelfgekozen dood probeerde hij vooral om te laten zien dat astrologie onzin was, als reactie op zijn vader die een fervent astrologie-aanhanger was.

## Statistisch onderzoek
Nadat hij een boekje van de Franse astroloog Lasson in handen kreeg die statistische gegevens had verzameld over planeten in huizen (in plaats van in tekens) en het verband dat deze mogelijk hadden met beroepen, besloot Gauquelin om dit voorbeeld te volgen. Lasson had vastgesteld dat met een veel grotere frequentie dan verwacht kon worden, Mars aspecten maakte met de ascendant en descendant van 134 politici, Venus met de ascendanten van 190 kunstenaars en Mercurius met asc en desc van 209 acteurs en schrijvers. Deze testgroepen waren weliswaar klein, maar Gauquelins nieuwsgierigheid was gewekt. Hij stelde zelf een testgroep samen van 576 hoogleraren in de hoop daarmee een tegenbewijs te kunnen leveren en de claims van de astrologie te ontkrachten. De uitslag was echter anders dan hij had verwacht: de planeten Mars en Saturnus kwamen in deze horoscopen veel meer voor rond de ascendant en de midhemel dan wat gemiddeld te verwachten zou zijn. Weerom moest Gauquelin vaststellen dat wat de astrologie altijd beweerd had, dat Mars en Saturnus prominent waren in horoscopen van geneesheren en chirurgen, juist was. Hij herhaalde het experiment, deze keer met 502 bekende artsen, en opnieuw waren dezelfde planeten uitermate sterk vertegenwoordigd in dezelfde sectoren van de horoscoop.
Gauquelin bleef echter afwijzend staan tegenover de astrologie. In zijn boek uit 1955 L'Influence des Astres (uitgeverij Denoël) benadrukte hij dat niet de astrologie, maar een tot dan ongekend effect, een invloed van planeten, aan het werk was.
Hieropvolgend publiceerden Michel Gauquelin en zijn vrouw Methoden voor het onderzoeken van de allocatie van planeten in de diurnale beweging (Méthodes pour étudier la répartition des astres dans le mouvement diurne) (1957) en Mensen en Sterren (Les Hommes et les Astres) (1960), waarin ze hun analyses en conclusies uitwerkten.
Deze statistische observaties leverden een levendige polemiek op, vooral met de wetenschappelijke gemeenschap. Gauquelin had zijn berekeningen en aannames in 1960 laten verifiëren door de Belgische commissie PARA, die hun conclusies 16 jaar later zouden publiceren onder de titel 'Considérations critiques sur une recherche faite par M. M. Gauquelin dans le domaine des influences planétaires. (Kritische overwegingen over het onderzoek door de heer M. Gauquelin op het gebied van planetaire beïnvloeding).
Er was een "perfecte overeenkomst", zoals samengevat door de commissie PARA, tussen de Gauquelins en de groep wetenschappers over het opstellen van een experimenteel protocol, en over de berekeningen en de statistiek. De commissie kwam tot dezelfde bevindingen over de posities van Mars in de sectoren I en IV, die statistisch opvallend hoog leken. Toch verwierp de commissie de interpretatie van de Gauquelins, ze vonden dat zij de berekeningen van de theoretische verdeling van Mars niet voldoende bevestigd hadden. Gauquelin was het daar niet mee eens.
Er is onenigheid over de invloed van de selectie van Gauquelin. Hij bleek zowat de helft van alle sporters waarvan hij gegevens verzamelde uiteindelijk af te wijzen, omdat het geen 'eminente sporters' waren. Bij nadere bestudering blijkt dat hij daarvoor geen duidelijke criteria gebruikte. Bij zijn selectie kan de aanwezigheid van Mars in een sleutelsector een rol hebben gespeeld. De groep niet-gebruikte sportlui vertoont immers helemaal geen Marseffect. De verbeteringen die Gauquelin voorstelde bij de CFEPP test waren afgewezen. Had men wel naar hem geluisterd dan zouden ze systematisch het Marseffect hebben bevorderd, terwijl de redenen die Gauquelin voor die correcties aanvoerde aanvechtbaar zijn. Zo publiceerde American Astrology een artikel waarin werd beschreven hoe de Duitse psycholoog Suitbert Ertel de selectie opnieuw deed op grond van hoe vaak er over een sporter geschreven werd. Hij vond zelfs een sterker effect.
Voor de astrologie maakt het niet zoveel uit. Zelfs als de uitkomst klopt dan zou het astrologie niet hebben bewezen: de uitschieters die Gauquelin vond troffen Mars iets vaker aan in sector 1 en 4 (huis XII en IX), en die staan in de astrologische traditie niet bepaald bekend om versterking van de maatschappelijke positie. Huis XII heet negatief geaard te zijn, en het negende is vooral op filosofische/religieuze bezigheden gericht. Volgens de astrologie zou Mars in huis 1 (persoonlijkheid) of tien (sociale positie) moeten staan, maar dat is niet het geval (zie illustratie). En hoewel Gauquelin als doelstelling had de astrologie te moderniseren heeft geen enkel leerboek, ook niet die dit onderzoek als ondersteuning aanhalen, aangegeven dat Mars in deze huizen van iemand een sporter maken, of Jupiter een goed militair.
Hieropvolgend vroegen Gauquelin en het populairwetenschappelijke tijdschrift Science et Vie aan het Comité Français pour l’Étude des Phénomènes Paranormaux om de leiding te nemen in een nieuw onderzoek. In 1982 werd een experimenteel protocol uitgewerkt. Een nieuwe selectie van 1066 Franse atleten werd gemaakt. Het initiatief -met als aanvankelijke doelstelling om 10.000 individuen op te nemen- werd gewijzigd, en de vergelijking werd gedaan met een door toeval geselecteerde groep. Gauquelin volgde de voortgang van de studie en deed suggesties voor het toevoegen of verwijderen van personen uit de groep atleten, met als doel om vooral de echte kampioenen erin op te nemen, en atleten met een slechte reputatie of matige resultaten er uit te halen. Ook onnatuurlijke geboortes accepteerde hij niet. Zijn voorstellen, die zich richten op de oorspronkelijke bedoelingen van het protocol, dat stelde dat de sporters een 'eminente reputatie' moesten hebben, werden door de commissie afgewezen als niet gerechtvaardigd. Uiteindelijk toonde de vergelijking tussen de atleten en niet-atleten geen significante statistische verschillen.
Ook kwam het Marseffect niet meer terug bij latere onderzoeken bij Amerikaanse onderzoekers (CSICOP).
Een groot deel van de wetenschappelijke gemeenschap liet zich overtuigen door dit resultaat, dat het 'Marseffect' verwierp. Maar Gauquelins aanhangers lieten zich niet overtuigen door de bezwaren van de commissie.

## Hedendaagse invloed
Het werk van Gauquelin heeft tegenwoordig meer invloed in de VS dan in Frankrijk. Zijn werk zette het begin in van een wetenschappelijke benadering van astrologie, en anderen namen dit initiatief over, zoals zijn eerste vrouw Françoise Schneider-Gauquelin, André Barbault, Hervé Delboy, Didier Castille, Ken Irving of Suitbert Ertel, professor aan de Universiteit van Göttingen (Duitsland), die zich distantieerde van de conclusies van de CFEPP en instemde met de selectie van Gauquelin om een significant resultaat te halen.
Hij paste zijn eigen conclusies aan tijdens zijn leven door een aantal decennia onderzoek te doen, en kort na zijn initiële studies was hij erg kritisch op bepaalde algemeen aanvaarde aannames in de astrologie, met name over de tekens van de dierenriem, die hij uitgebreid testte maar er geen resultaten mee vond:
"Het is nu vrij zeker dat de stand van de tekens in de hemel bij onze geboorte geen enkele macht hebben over ons lot, over onze erfelijke eigenschappen, of ook maar een kleine rol spelen in het geheel van effecten, bij toeval of anderszins, die ons leven samenstellen en onze impulsen voor acties beïnvloeden." (The Scientific Basis for Astrology, 1970)
Hoewel hij altijd heel kritisch bleef over astrologie in het algemeen, wijzigde hij zijn standpunt door de onderzoeken naar de diurnale cyclus, die gerelateerd is aan astrologische Huizen.
"Opvolgende resultaten hebben mijn eerste ontdekking over doktoren alleen maar versterkt en bevestigd. Over het geheel genomen komt naar voren dat er een toenemend sterk statistisch verband is tussen de tijd van geboorte van grote mannen en hun successen in hun beroep. ... Na meer dan 20.000 geboortedata van professionele beroemdheden uit verscheidene Europese landen en uit de VS verzameld te hebben, moet ik de onvermijdelijke conclusie trekken dat de positie van de planeten bij de geboorte verband houden met de lotsbestemming. Wat een uitdaging voor de rationalisten!” (Neo-Astrology, 1991)

## Latere wijzigingen
Tegen het einde van zijn leven probeerde hij astrologie te wijzigen door astrologen voor te houden dat ze het merendeel van de tradities aan de kant moesten zetten en een nieuwe astrologie op te bouwen die alleen gebaseerd is op wat echt aantoonbaar is door statistiek. Hij noemde dit "neo-astrology", wat ook de naam was van zijn laatste boek waarin hij eerdere studies samenvatte en het nieuwe systeem voorstelde. Hij wordt vaak aangehaald door astrologen als iemand die bewijs voor astrologie heeft gegeven.

Het Marseffect: de verdeling van de diurnale positie van Mars in de geboortehoroscopen van topatleten

## Het Marseffect
Het bekendste resultaat van Gauquelins studies was het controversiële Marseffect, waarin er een verband lijkt te zijn tussen het opkomen en bovenaan staan van de planeet Mars bij topatleten uit verschillende disciplines. Als het waar zou zijn, zou dat het bewijs zijn voor een astrologisch verband tussen de positie van bepaalde hemellichamen en het leven van mensen.